# Triregia bilineata
Triregia bilineata är en spindeldjursart som först beskrevs av Forster 1943.  Triregia bilineata ingår i släktet Triregia och familjen Triaenonychidae. Inga underarter finns listade i Catalogue of Life.